# El puente de San Luis Rey (película de 2004)
El puente de San Luis Rey es una película de 2004, del género histórico, dirigida por Mary McGuckian, protagonizada por F. Murray Abraham, Kathy Bates, Gabriel Byrne, Geraldine Chaplin, Robert De Niro, Émilie Dequenne y Pilar López de Ayala en los papeles principales. Basada en la novela homónima de Thornton Wilder, que recibió el premio Pulitzer en 1926. Ganadora del premio Goya 2004 al Mejor vestuario.

## Argumento
Esta película está basada en la novela homónima de Thornton Wilder, que fue traducida al español por Ricardo Baeza (1890-1956) en los años veinte del siglo pasado. Cinco personas cruzan el puente de San Luis cuando este cede y caen al vacío.

## Comentarios
Está ambientada en el Perú del siglo XVIII, en pleno apogeo del Virreinato del Perú, perteneciente al Imperio español, y con referencias en la trama al último periodo de la Inquisición española, en un periodo en el que las ideas de la Ilustración comienzan a desbancar a la moral tradicional católica como referente para la explicación de los fenómenos del mundo. En este sentido, las implicaciones morales que se describen en la película, y en el libro en el que está basada, son comparables con el impacto que una tragedia, en este caso real y de enormes proporciones, como fue el terremoto de Lisboa, tuvo en los pensadores de su época.
La novela carece de verosimilitud histórica, y presenta una Lima dominada por la Inquisición, lo que es absurdo. En realidad, Wilder, plasmó en la novela sus prejuicios anticatólicos, que eran generales en los Estados Unidos de su época. De hecho, el tema central de la novela, la predestinación, es más un tema propio de la teología calvinista en la que se crio que del catolicismo del Perú virreinal.

## Rodaje
Las escenas de exteriores se rodaron en la Costa del Sol y en el Caminito del Rey, en la provincia de Málaga, mientras que, la mayor parte de los interiores se grabaron en los palacios de Uclés y Talamanca.

## Premios

### Goya 2004
| Categoría       | Persona      | Resultado |
| --------------- | ------------ | --------- |
| Mejor vestuario | Yvonne Blake | Ganadora  |

## Reparto
- F. Murray Abraham - Manuel de Amat y Juniet
- Kathy Bates - Marquesa
- Gabriel Byrne - Hermano Juniper
- Geraldine Chaplin - Abadesa
- Robert De Niro - Diego Antonio de Parada
- Émilie Dequenne - Doña Clara
- Adriana Domínguez - Pepita
- Harvey Keitel - Tío Pío
- Pilar López de Ayala - Micaela Villegas (La Pericholi)
- John Lynch - Capitán de Alvarado
- Mark Polish - Manuel
- Michael Polish - Esteban
- Jim Sheridan - Carlos III de España